# Gelbhölzer
Der Gelbhölzer ist eine Rotweinsorte, die früher vor allem in der Pfalz, in Baden und im Elsass weit verbreitet war und vermutlich aus dem österreichischen Tirol stammte. Heute ist er in den genannten Anbaugebieten eine ausgesprochen seltene Nischensorte.
Ihren Namen hat die Rebe von der gelblichen Farbe des Holzes. Die Rebe ist mittelwüchsig und liefert keine großen Erträge. Die eher säuerlichen, runden, in der Reife oft platzenden Beeren, sind in mittelgroßen kompakten Trauben zusammengefasst. Die Sorte reift ca. 20 Tage nach dem Gutedel.
Reinsortig ausgebaut sind die Weine zu säurebetont, verschnitten mit Blauem Spätburgunder oder Trollinger können aber in guten Jahren hochwertige Weine entstehen.
Siehe auch die Artikel Weinbau in Deutschland, Weinbau in Österreich und Weinbau in Frankreich sowie die Liste von Rebsorten.

## Synonyme
Synonyme für diese Sorte sind: Blauer Hudler, Blauer Klaepfer, Blauer Raeuschling, Gelbhoelzer Blauer, Gelbholzer Blauer, Hudler Blau, Klaepfer, Lomersheimer Schwarze, Raeuschling Blauer, Raeuschling Noir, Schwarzer Raeuschling